# 埃斯卡姆
埃斯卡姆（法語：Escames，法語發音：[ɛskam]）是法国瓦兹省的一个市镇，属于博韦区。该市镇总面积11.68平方公里，2017年时的人口为217人，人口密度19人/平方公里。

## 人口
埃斯卡姆人口变化图示